# GAFAM

GAFAM (també anomenat Big Tech, Tech Giants o Tech Titans en anglès) és un terme col·lectiu per a les empreses tecnològiques més grans i influents del món. El mot és un acrònim de les 5 empreses multinacionals més grans de les tecnologies de la informació i la comunicació al món occidental a principis dels 2020s (Google, Apple, Facebook, Amazon i Microsoft), però s'utilitza per denominar altres empreses amb aquestes característiques. Incloent-hi les multinacionals nord-americanes Nvidia i Tesla, s'ha popularitzat el nom de Magnificent 7 (Els Set Magnífics).
L'etiqueta estableix un paral·lelisme amb classificacions similars en altres indústries, com ara "Big Oil" o "Big Tobacco". El concepte de Big Tech també es pot estendre a les principals empreses tecnològiques xineses —Baidu, Alibaba, Tencent i Xiaomi—, conegudes col·lectivament com a BATX.

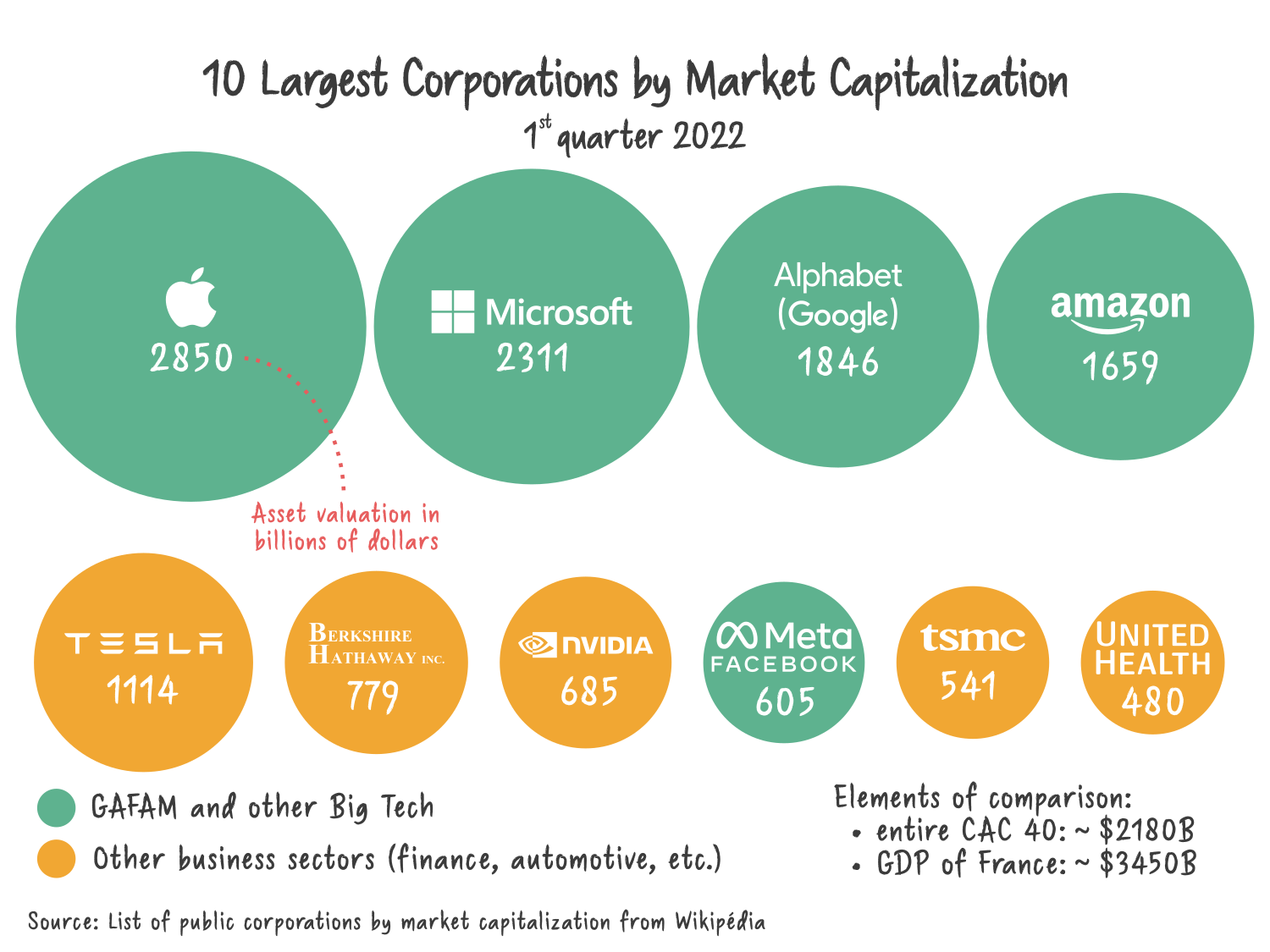
Les corporacions més grans per capitalització de mercat amb les empreses tecnològiques GAFAM en verd

## Origen del fenomen

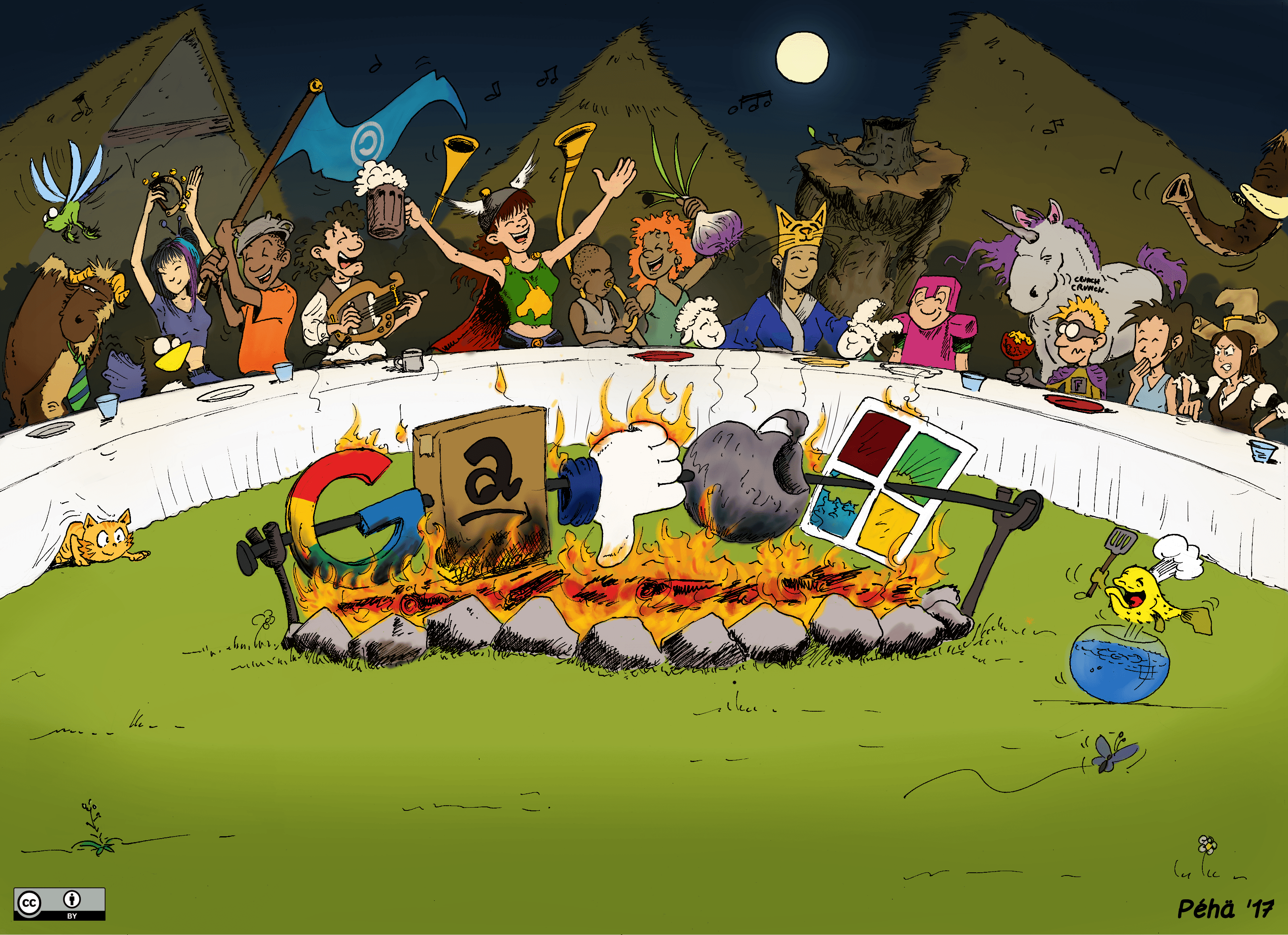

Durant l’anomenada tercera revolució industrial operada per la indústria informàtica a Occident, van sorgir 5 empreses predominants que es van expandir ràpidament. L'acrònim neix en els entorns de codi obert que promouen la consciència crítica sobre la distorsió política-econòmica que les GAFAM provoquen.
És, però, a l'Estat francès que aquest acrònim està associat a una campanya de sensibilització contra els abusos de concentració. El 2001 va néixer Framasoft, una associació sense ànim de lucre que va sorgir dins del sistema educatiu amb l'objectiu de promoure i difondre una cultura informàtica alternativa basada en el programari lliure. L'acrònim es converteix en un mem inspirat en els còmics i en la història de la resistència d'Astèrix. Aquesta campanya, que és molt activa, implica milions d'usuaris, i té ressò a la premsa estrangera.

## Gegantisme comú

### Econòmic
| Societat               | Creació | Producte                                                                           | Ingressos principals (2017)          | Usuaris (Mil milions) | Capitalització (en mil milions de dòlars - 2018) | Adquisicions                                   |
| ---------------------- | ------- | ---------------------------------------------------------------------------------- | ------------------------------------ | --------------------- | ------------------------------------------------ | ---------------------------------------------- |
| Google (Alphabet Inc.) | 1998    | Motor de recerca, Posicionament a cercadors, Publicitat, Intel·ligència artificial | Publicitat (86%)                     | 1,42                  | 719                                              | ReCAPTCHA, Waze, DoubleClick, YouTube, Android |
| Apple                  | 1976    | Ordinador personal, IPhone, Assistent personal intel·ligent                        | Maquinari (81%)                      | 0,85                  | 851                                              | Beats Electronics                              |
| Facebook               | 2005    | Xarxa Social, Publicitat, Intel·ligència Artificial                                | Publicitat (98%)                     | 2,13                  | 464                                              | Instagram, WhatsApp, Oculus                    |
| Amazon                 | 1994    | Comerç electrònic, Informàtica al núvol                                            | Comerç en línia (82%)                | 0,244                 | 701                                              | Whole Foods Market                             |
| Microsoft              | 1975    | Sistema operatiu, Informàtica al núvol                                             | Venda / subscripció Programari (62%) | 1                     | 703                                              | Hotmail, Nokia, Skype, LinkedIn, GitHub        |

## Els punts crítics comuns

### Lobby
El 2017, GAFAM va distribuir un rècord de 50 milions de dòlars al govern dels Estats Units d'Amèrica (EUA). Activitat realitzada regularment a la Unió Europea (UE). El 2019 es va fer pressió a la UE per fer coincidir amb les eleccions europees la regulació de les fake news.

### L'elusió fiscal
L'elusió fiscal no és la seva prerrogativa exclusiva, però les empreses GAFAM se serveixen a Europa i al món de tots els instruments possibles d'evasió fiscal. Des de fa anys, l'ONG Oxfam ha estat monitorant i recollint les dades i les dimensions del problema i en denuncia les conseqüències.

### La cooptació dels serveis secrets
El cas PRISM palesa la posició de les multinacionals GAFAM com a compiladores monopolístiques del flux de dades occidental com va desvelar Edward Snowden.
A la Xina aquestes funcions són dutes a terme, presumiblement, per multinacionals interiors al sistema estatal (Baidu, Alibaba, Tencent, Xiaomi). A Rússia, el fundador de VK, Pàvel Dúrov, va denunciar les pressions i les ingerències de l'estat. Va ser obligat a dimitir, deixar el país i va fundar Telegram.

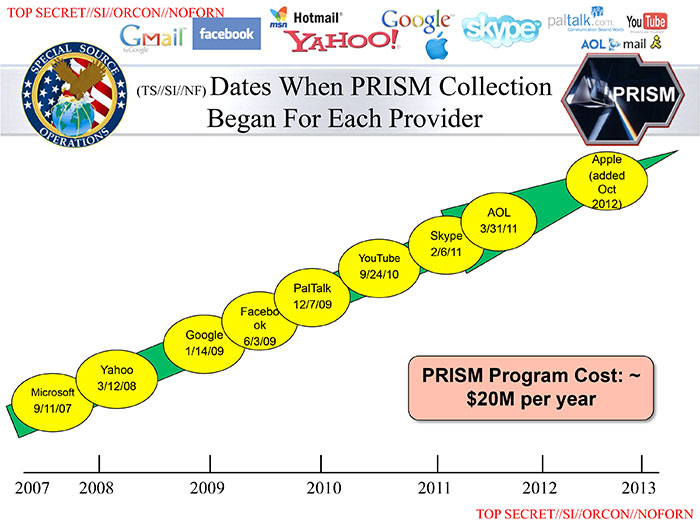
Llista de les multinacionals cooptades pel projecte PRISM segons Edward Snowden

### Abusos sociopolítics
L'enorme quantitat de dades personals recollides per aquestes empreses i la seva posició dominant poden influir en la política d'una nació sencera, com a exemple el cas de Cambridge Analytica. O bé, reduir els elements que es van considerar negativament pel Ministeri de defensa dels EUA, com The Intercept. L'ús de la bombolla de filtre o la mineria de dades en són també exemples.

## Acrònims de diferents àrees geogràfiques
Per a les àrees d'influència xinesa, s'utilitza l'acrònim BATX: Baidu, Alibaba, Tencent, Xiaomi. Al món rus el monopoli va ser establert per indústries com Yandex i Vkontakte. A Amèrica Llatina hi predomina Hi5.